# Mervan Çelik
Mervan Çelik (Göteborg, 26 maggio 1990) è un ex calciatore svedese, di ruolo attaccante.

## Biografia
È nato in Svezia da genitori turchi di origine curda, quindi possiede anche il passaporto turco. Non ha mai giocato con la nazionale maggiore svedese: per questo motivo è convocabile sia dalla Svezia che dalla Turchia.

## Carriera

### Club

#### GAIS e Rangers
Dal 2008 al 2011 milita in Allsvenskan nel GAIS, squadra con sede a Göteborg.
Il 20 gennaio del 2012 si trasferisce ai Rangers di Glasgow. Meno di due mesi dopo, a marzo, Çelik lascia gli scozzesi d'accordo con la società, tornando in Svezia al GAIS.

#### Pescara
Il 21 luglio 2012 il GAIS ufficializza la cessione del giocatore al Pescara. Esordisce in Serie A il 26 agosto 2012 nella sfida persa in casa 0-3 contro l'Inter. Il 16 settembre segna il suo primo gol, alla Sampdoria, dopo pochi istanti dal suo ingresso in campo.
Relegato praticamente ai margini della squadra con Stroppa, trova invece continuità con il nuovo allenatore Bergodi. Chiude la stagione realizzando altri 3 gol contro Catania, Fiorentina e Siena ma non basteranno per la salvezza del Pescara.

#### In Turchia
Il 2 luglio 2013 passa quindi al Gençlerbirliği in Turchia. Debutta con la sua nuova squadra il 17 agosto per la prima giornata di Süper Lig nella trasferta contro il Çaykur Rizespor (1-0). Il 15 marzo mette a segno la sua prima rete nella vittoria per 2-1 contro l'Elazığspor.
Dopo due stagioni, 58 presenze e 9 gol tra campionato e coppe viene ceduto all'Akhisar Belediyespor, continuando così a giocare nella Süper Lig turca. Dopo solo 5 presenze in campionato rescinde il contratto. L'anno seguente, tuttavia, viene nuovamente tesserato dalla società turca.

#### Rientro in Svezia
Çelik torna a giocare in Allsvenskan nell'agosto 2017 firmando un contratto con un'altra società della città di Göteborg, l'Häcken. Firma due poker di reti nell'edizione 2018-2019 di Coppa di Svezia realizzati rispettivamente ai danni di squadra di categoria minore come Växjö United (5-0) e Brage (6-1). Dopo aver espresso pubblicamente la propria insoddisfazione per lo spazio concessogli dal tecnico Andreas Alm, nel luglio del 2019 rescinde il contratto a stagione in corso. La sua parentesi in giallonero si chiude con 2 reti in 32 presenze, gran parte delle quali ottenute partendo dalla panchina in poco più di un anno e mezzo di permanenza.
Finisce l'anno 2019 tornando in Turchia, con il contratto offertogli dal Fatih Karagümrük: la squadra militava nella seconda serie nazionale e in rosa annoverava già gli svedesi Erkan Zengin, Stefan Silva e Alagie Sosseh.
Nel gennaio 2020, Çelik rescinde con il club turco e torna in Svezia, firmando un accordo annuale con la sua vecchia squadra del GAIS, militante nel frattempo nella seconda serie svedese. Dopo aver contribuito alla promozione del club in Allsvenskan al termine della stagione 2023, con dieci gol in 29 partite, nel dicembre dello stesso anno Çelik rinnova il suo contratto con il GAIS per un'altra annata. L'annata in cui il GAIS e Çelik sono tornati a disputare la massima serie nazionale è coincisa con la sua ultima stagione da calciatore professionista, essendosi ritirato al termine dell'Allsvenskan 2024 all'età di 34 anni.

### Nazionale
Tra il 2011 e il 2013 ha fatto parte della Svezia Under-21.

## Statistiche

### Presenze e reti nei club
Statistiche aggiornate all'8 maggio 2013.
| Stagione        | Squadra         | Campionato      | Campionato | Campionato | Coppe nazionali | Coppe nazionali | Coppe nazionali | Coppe continentali | Coppe continentali | Coppe continentali | Altre coppe | Altre coppe | Altre coppe | Totale | Totale |
| Stagione        | Squadra         | Comp            | Pres       | Reti       | Comp            | Pres            | Reti            | Comp               | Pres               | Reti               | Comp        | Pres        | Reti        | Pres   | Reti   |
| --------------- | --------------- | --------------- | ---------- | ---------- | --------------- | --------------- | --------------- | ------------------ | ------------------ | ------------------ | ----------- | ----------- | ----------- | ------ | ------ |
| 2008            | GAIS            | A               | 8          | 0          | CS              | 0               | 0               |                    | -                  | -                  |             | -           | -           | 8      | 0      |
| 2009            | GAIS            | A               | 7          | 1          | CS              | 1               | 0               |                    | -                  | -                  |             | -           | -           | 8      | 1      |
| 2010            | GAIS            | A               | 27         | 3          | CS              | 2               | 0               |                    | -                  | -                  |             | -           | -           | 29     | 3      |
| 2011            | GAIS            | A               | 27         | 14         | CS              | 2               | 0               |                    | -                  | -                  |             | -           | -           | 29     | 14     |
| 2011-2012       | Rangers         | SPL             | 5          | 0          | SC+SLC          | 1+0             | 0+0             | UCL+UEL            | 0+0                | 0+0                |             | -           | -           | 6      | 0      |
| 2012            | GAIS            | A               | 14         | 2          | CS              | 0               | 0               |                    | -                  | -                  |             | -           | -           | 14     | 2      |
| Totale GAIS     | Totale GAIS     | Totale GAIS     | 83         | 20         |                 | 5               | 0               |                    |                    |                    |             |             |             | 88     | 20     |
| 2012-2013       | Pescara         | A               | 22         | 4          | CI              | 1               | 0               |                    | -                  | -                  |             | -           | -           | 23     | 4      |
| Totale carriera | Totale carriera | Totale carriera | 110        | 24         |                 | 7               | 0               |                    | 0                  | 0                  |             |             |             | 117    | 24     |

## Palmarès

### Club

#### Competizioni nazionali
- Coppa di Svezia: 1

Häcken: 2018-2019